# Gilbert Bécaud
Gilbert Bécaud (Toulon, 24. listopada, 1927. – Pariz, 18. prosinca 2001.)) bio je francuski pjevač, skladatelj i glumac, poznat kao "Monsieur 100,000 Volti" za svoje energične nastupe. Njegovi najpoznatiji hitovi su "Nathalie" i "Et Maintenant", čije objavljivanje 1961. postaje hit na engleskom pod nazivom "What Now My Love".  
Bio je popularan izvođač skoro pola stoljeća, prepoznatljiv po svojim tamno plavim odijelima, bijeloj košulji i "sretnoj kravati" plave boje s bijelim točkicama.
Kada je bio upitan da objasnji svoju nadarenost odgova, "Cvijet ne razumije botaniku.". Njegova omiljena pozornica bila je pariška Olympia pod vodstvom Brune Coquatrixa. Tamo je prvi put nastupio 1954. a 13. studenog 1997. bio je prisutan na ponovnom otvaranju Olympie nakon njene rekonstrukcije.

## Životopis
Rođen kao François Silly u Toulonu, Bécaud je naučio svirati klavir vrlo mlad, a zatim se upisuje na konzervatorij u Nici. Napušta školu 1942. da bi se pridružio Francuskom pokretu otpora tijekom Drugog svjetskog rata. Počinje pisati pjesme 1948., poslije susreta s Mauricom Vidalinom, koji ga na to nagovara. Počinje pisati za Marie Bizet a ovaj trio: Bizet, Bécaud i Vidalin uspješno surađuje do 1950. Dok je bio na turneji s pratećim pijanistom Jacquesom Pillsom, Bécaud upoznaje njegovu tadašnju suprugu Édith Piaf, koja ga savjetuje da počne pjevati s "Mes Mains" i "Les Croix". Hitovi koje objavljuje krajem 50-tih bili su: "La Corrida" (1956.), "Le Jour où la Pluie Viendra" (1957.) i "C'est Merveilleux L'amour" (1958.).
Prvi hit u engleskom govornom području 1958. postiže pjesmom "The Days The Rains Came" obradom francuske pjesme "Le Jour où la Pluie Viendra". Kao glumac premijerno nastupa 1956. u filmu Le Pays D'où Je Viens. Dobiva nagradu Grand Prix du Disque 1960. godine za božićnu pjesmu "L'enfant à L'étoile". Iste godine pjesma "Let It Be Me" sastava The Everly Brothersa  postaje hit, koja je bila engleska inačica pjesme "Je t'appartiens", a tijekom godina i drugi pjevači kao npr.: Bob Dylan, Nina Simone, Elvis Presley, Willie Nelson, Jerry Butler, Sam & Dave i James Brown obrađuju ovu pjesmu.

## Karijera poslije 1960.
Bécaud piše i snima 1961. "Et Maintenant", jednan od najprodavanijih singlova u francuskoj povijesti. Prevedena na engleski pod nazivom "What Now My Love", pjesma postaje hit kojeg su izvodili: Shirley Bassey, Sonny & Cher, Elvis Presley, Judy Garland, Andy Williams, Herb Alpert i Frank Sinatra. Poslije pisanja opere L'opéra d'Aran, Bécaud održava koncerte diljem Europe, nastavljajući sa snimanjem pop hitova kao npr: "Tu le Regretteras". Zajedno s Neilom Diamondom piše "Love on the Rocks", kompoziciju koja se pojavljuje na soundtracku filma The Jazz Singer. U suradnji s Neilom Diamomdom piše i drugi veliki hit, "September Morn".
Marlene Dietrich snima njegovu pjesmu "Marie, Marie" i izvodi je na koncertima.
Njegova pjesma "Seul sur son Etoile" postaje "It Must Be Him" (engleski tekst napisao Mack David), postaje hit 1967. u SADu kojeg izvodi Vikki Carr, a sljedeće godine druga Bécaudova pjesma "L'Important c'est la Rose" postaje hit u Ujedinjenom Kraljevstvu pod nazivom "Importance of Your Love" koju izvodi Vince Hill.
American Broadcasting Company snima 19. lipnja, 1968. polusatni radijski program u Saarbrückenu u kojem Bécaud izvodi: "Nathalie", "Mademoiselle Lise" i "The Day The Rains Came" a zajedno s Inge Brück, pjeva "Sand and Sea".
Bécaud se 70-tih godina više posvećuje koncertima nego pisanju pjesama. Nastupa u lipnju 1971. u tada socijalističkoj Bugarskoj na festivalu "Zlatni Orfej".
Snima nekoliko filmova a 1973. odlučuje se odmoriti jer je bio iscrpljen radom. Jedina pjesma koja se ušla na britansku top ljestvicu singlova bila je pjesma A Little Love And Understanding koja se popela na deseto mjesto. Zatim piše pjesme s Pierrom Groszom i Neilom Diamondom, a s Julianom Morom piše musical Roza koji je izvođen na Broadwayu. Godine 1982., snima zajedno s Martinom St. Clair iz Quebeca  "L'amour est Mort". Tijekom 80-tih i 90-ih Bécaudove aktivnosti opadaju tako da samo povremeno održava koncerte i objavljuje nekoliko kompilacija. Umire od raka u prosincu 2001. u dobi od 74 godine , na brodu u kojem je živio na rijeci Seine, a sahranjen je na groblju Père Lachaise u Parizu. 
Katalog s Bécaudovih 450 pjesama, publicirao je BMG Music Publishing.
Bécaudova pjesma "L'Orange" bila je na soundtracku trailera Luc Bessonovog filma Léon.

## Vanjske poveznice
- Gilbert Bécaud  Arhivirana inačica izvorne stranice od 1. travnja 2011. (Wayback Machine)
- Find-A-Grave
- Gilbert Bécaud u internetskoj bazi filmova IMDb-u (engl.)